# جشنواره موسیقی
جشنواره موسیقی (انگلیسی: Music festival) جشنواره‌ای در جهت موسیقی است که گاهی با یک زمینه مانند سبک موسیقی، ملیت، موقعیت موسیقیدانان یا عیدها برگزار می‌شود.

## جشنواره‌های باستانی
بازی‌های پیتیان در شهر دلفی همراه با اجرای موسیقی بود و شاید یکی از اولین جشنواره‌های شناخته‌شده باشد. در طول قرون وسطی، جشنواره‌ها اغلب به صورت مسابقه برگزار می‌شد.